# Ґінея Ґрасс
Ґінея Ґрасс (англ. Guinea Grass) — поселення на північному заході Белізу, в окрузі Ориндж-Волк, південніше адміністративного центру краю.

## Розташування
Ґінея Ґрасс знаходиться на низовині Юкатанської платформи в серединній частині Белізу. Місцевість навколо Ґінеї Ґрасси рівнинна, помережена невеличкими річками та болотяними озерцями, а село стоїть на березі головної водної артерії округу — повноводної річки Ріо-Нуево (Rio Nuevo).

## Населення
Населення за даними на 2010 рік становить 3218 осіб. З етнічної точки зору, населення — це суміш: майя, метисів та креолів.
| Рік       | 2000 | 2010 |
| --------- | ---- | ---- |
| Населення | 2504 | 3218 |

## Клімат
Ґінея Ґрасс знаходиться у зоні тропічного мусонного клімату. Середньорічна температура становить +24 °C. Найспекотніший місяць квітень, коли середня температура становить +26 °C. Найхолодніший місяць січень, з середньою температурою +21 °С. Середньорічна кількість опадів становить 3261 міліметрів. Найбільше опадів випадає у жовтні, в середньому 404 мм опадів, самий сухий квітень, з 46 мм опадів.